# Лімборський Віталій Миколайович
Віталій Миколайович Лімборський (нар. 20 березня 1996 — пом. 26 травня 2020) — молодший сержант 28-ї окремої механізованої бригади Збройних сил України, учасник російсько-української війни.

## Життєпис
Народився 20 березня 1996 року в селі Суботці Знам’янського району Кіровоградської області.
Закінчив Знам’янське профтехучилище, вивчився на залізничника.
Потрапивши в армію на строкову службу, вирішив залишитися у війську. І пішов служити за контрактом у 363-й батальйон охорони і обслуговування ОК «Південь». 
В час війни командир 2-го відділення зенітного взводу 3-го механізованого батальйону 28-ї окремої механізованої бригади імені Лицарів Зимового Походу.
Загинув увечері 26 травня 2020 року в районі м. Мар’їнка Донецької області внаслідок смертельного кульового поранення в голову, яке отримав під час обстрілу взводного опорного пункту ЗСУ з великокаліберних кулеметів та снайперської зброї.
Похований 29 травня в рідних Суботцях .
Залишились батьки, брат, наречена.

## Вшанування
У селі Костянтинівка Кропивницького району на його честь названо вулицю (колишня Матросова)